# Natali Zegarra
Natali Zegarra Díaz (Lima, 29 de marzo de 1990) es una actriz, productora de teatro y docente peruana, conocida por interpretar al rol antagónico de Juana Zapallal en la teleserie Al fondo hay sitio.

## Biografía
Proveniente de una familia de clase media, estudio la carrera de artes escénicas en la Pontificia Universidad Católica del Perú, bajo la especialidad de docencia. Adicionalmente, recibió una beca para realizar talleres de actuación en la Crash Acting en los Estados Unidos.
Comenzó su carrera artística en el año 2011, haciendo su debut actoral como protagonista de la obra teatral El encarne, dirigida por Christian Paredes y Carlos de la Fuente. Al año siguiente, fue parte del reparto principal de la adaptación local de Ifigenia y las otras hijas de la escritora Ellen McLaughlin.
En el año 2014, fue coprotagonista de la obra teatral juvenil Presentes y al año siguiente, se acredita en el reparto central de la otra ficción De amores y agonías de Santiago Antúnez de Mayolo Fernández-Dávila, además de asumir el rol de asistenta de producción de dicha obra. Zegarra participó en el reparto principal del montaje Ruído de Mariana de Althaus, interpretando a Agustina, y la dirección de Diana Cueva.
Además fue presentadora de los Premios AIBAL 2016 junto al actor Carlos Casella.[cita requerida] En ese año, se formó en la rama de la actuación frente a la cámara y training para actores en Estados Unidos.
En el año 2018, fue protagonista de Tarde para arrepentirse, bajo el papel de la chica comprometida que está preparando su boda, valiendo una nominación a los Premios El Oficio Crítico en la categoría «Mejor actriz de comedia/musical».
En el año 2019, funda la productora Arjé Producciones junto al actor Miguel «Micky» Moreno, encargada de elaborar proyectos de teatro y cine, además de dictar clases de actuación para adolescentes y adultos. Con la productora, Zegarra fue protagonista de la comedia Un amor como el nuestro y a la par la dirige, encarnando a Katherine, una chica recién casada quién asiste junto a su pareja Rodolfo a una terapia grupal. La ficción fue estrenada en el Teatro Auditorio de Miraflores.
Zegarra fue parte del proyecto internacional Teatro sin fronteras: lecturas dramatizadas en 2020, desempeñándose como vocera en representación de su país. En ese año, participa en la obra virtual 3 historias de Navidad, bajo la dramaturgía de Ivana Pedreschi, siendo protagonista de la subobra romántica Distanciados al lado de Micky Moreno, interpretando a Marissa, una chica que llama por teléfono a su novio Josué, quién se encontraba en los Estados Unidos.
En el año 2021, se incursionó como presentadora de televisión, asumiendo la conducción del programa educativo Aprendo en casa en reemplazo de la periodista Fátima Saldonid por motivos de salud,en el cual se presentaba dictando clases a los estudiantes de educación primaria de los colegios estatales de Perú.
En el año 2023, fue protagonista de la obra teatral Mi persona favorita, interpretando el personaje de Gianina, pareja sentimental de Paulo; además de contar con Gianfranco Mejía como productor y director de la ficción. En ese mismo año, participó en el protagónico de la microobra Un cierto Tic Tac, y de algunos comerciales de televisión.[cita requerida]
Al año siguiente, participó en el reparto recurrente de la teleserie Al fondo hay sitio de América Televisión, bajo el papel de Juana Zapallal, prima hermana de Olinda Zapallal y saliente temporal del personaje protagonista Pepe Gonzáles. Previo a ello, tuvo unas breves participaciones en las telenovelas del mismo canal Ven, baila, quinceañera (2015) interpretando a la Reportera, Los Vílchez (2019) en el papel de la Enfermera, Súper Ada (2023-2024) como Hilda Huamán y Tu nombre y el mío (2024) en el rol de la Madre de Beto.
También en ese mismo año, participó en el cine como parte del reparto principal de la película Vivo o muerto: el expediente García, bajo el papel de la Reportera.
En el año 2025, asume la conducción del pódcast A un solo paso, cuya sinopsis es de entrevistas.

## Filmografía

### Teatro
- El encarne (2011), reparto principal.
- Ifigenia y las otras hijas (2012), reparto principal.
- Presentes (2014), coprotagonista.
- De amores y agonías (2015), reparto principal.
- Los charcos sucios de la ciudad (2015), reparto principal.
- Ruído (2016), Agustina (coprotagonista).
- Tarde para arrepentirse (2018), protagonista.
- Un amor como el nuestro (2019), Katherine (protagonista).
- Distanciados (2020), Marissa (protagonista).
- Mi persona favorita (2023), Gianina (protagonista).
- Un cierto Tic Tac (2024), protagonista.

### Televisión
- Ven, baila, quinceañera (América Televisión, 2015), reportera (reparto recurrente).
- Los Vílchez (América Televisión, 2019), enfermera (reparto recurrente).
- Aprendo en casa (TV Perú, 2020-2021), presentadora.
- Maricucha (América Televisión, 2023), Luzmila Huamán (participación especial).
- Súper Ada (América Televisión, 2023-2024), Hilda Huamán (reparto recurrente).
- Tu nombre y el mío (América Televisión, 2024), mamá de Beto (reparto antagónico recurrente).
- Al fondo hay sitio (América Televisión, desde 2024), Juana «Juanacha» Zapallal (reparto antagónico principal).

### Cine
- Vivo o muerto: el expediente García (2024), reportera (reparto secundario).

### Pódcast
- A un solo paso (desde 2025), presentadora.

## Premios y nominaciones
| Año  | Premios                   | Categoría                         | Trabajo                 | Resultado | Ref.   |
| ---- | ------------------------- | --------------------------------- | ----------------------- | --------- | ------ |
| 2018 | Premios El Oficio Crítico | «Mejor actriz de comedia/musical» | Tarde para arrepentirse | Nominada  | [ 19 ] |